# لوری نلسون
لوری نلسون (انگلیسی: Lori Nelson؛ زادهٔ ۱۵ اوت ۱۹۳۳ – درگذشته ۲۳ اوت ۲۰۲۰) هنرپیشه اهل ایالات متحده آمریکا بود.
از فیلم‌ها یا برنامه‌های تلویزیونی که وی در آن نقش داشته است می‌توان به یاران اشاره کرد.